# Strychnos guianensis
Strychnos guianensis, biljka penjačica (lijana) iz porodice loganijevki, raširena po tropskoj Južnoj Americi i Kostariki. Može izrasti do 40 metara visine penjuči se u krošnje drveća gdje se podupire pomoću vitica.
Ova vrsta je jedan od glavnih izvora kurarea, otrova za strijele koji se obično koristi među indijanskim plemenima u Amazoniji.  Kurare također ima brojne primjene u modernoj medicini.
Kurare, dobiven iz kore stabljika, vrlo je otrovna tvar koja se u Amazoni koristi kao otrov za strijelu. Ima i medicinske primjene; kao sedativ, antikonvulziv itd. Međutim, toksična doza je vrlo blizu farmakološke doze i stoga se mora koristiti s velikom pažnjom. Kurare je snažan paralizirajući agens motoričkih živaca. Njegov aktivni princip je kurarin. Toksične doze uzrokuju smrt paralizom organa za disanje. Kurare je zabilježen učinkovit u dva slučaja hidrofobije i bio je uspješan u liječenju tetanusa. Kora je jedan od najjačih sedativa u prirodi i, ako bi se njome sigurno upravljalo, bez sumnje bi postala vrijedan lijek u liječenju konvulzivnih i grčevitih poremećaja.
Biljka sadrži niz aktivnih alkaloida uključujući guiakurin, gvijanin, gvijakurin, kurarin i ritrokurarin.

## Sinonimi
- Lasiostoma cirrhosa Willd.
- Lasiostoma curare Kunth
- Lasiostoma divaricata G.Mey.
- Lasiostoma rouhamon Roem. & Schult.
- Lasiostoma ruhamon J.F.Gmel.
- Rouhamon curare A.DC.
- Rouhamon divaricatum A.DC.
- Rouhamon guianense var. ecirrhosum A.DC.
- Strychnos calantha Gilg ex Ule
- Strychnos curare Benth.
- Strychnos geoffraeana Baill.
- Strychnos guianensis var. trichina J.F.Macbr.
- Strychnos lanceolata Spruce ex Benth.
- Strychnos oblonga Gilg
- Strychnos rouhamon Benth.
- Toxicaria americana  Schreb.